# Lissonota maculiventris
Lissonota maculiventris là một loài tò vò trong họ Ichneumonidae.